# マーリー・マール
マーリー・マール（Marley Marl, 1962年9月30日）は、ニューヨーク、クイーンズ区出身のヒップホップのプロデューサー、DJ。

## 略歴
トラックメイカーのパイオニアとして知られ、サンプラー"E-mu SP-1200"を使用したトラック制作の手法（サンプリング・ループ等）を、次世代のアーティストに定着させた人物として知られる。
幼少期にはエレクトロニカに興味を持ち、これがミュージシャンを志すきっかけとなった。その後、1980年代初頭にレコーディングスタジオで見習いとして働き始め、スタジオに導入されていたフェアライトCMIに触れる機会があったという。フェアライトを操作中に誤ってあらかじめ録音されていた素材からスネアドラムの音を短く切り取ってしまうというミスを犯し、物は試しとその音をドラムマシンのスネアドラムの音と聞き比べてみたところ、かなり良いと感じられたという体験をする。一般的に言ってこれはサンプリングのかなり初期の例であり、マーリー・マールはその発見者の一人である。
そのすぐ後、セックス・ピストルズ等の仕掛人として知られるマルコム・マクラーレンのバッファロー・ギャルズという曲のリミックスを制作したところラジオDJのミスター・マジックに気に入られ、1983年に2人でジュース・クルーを結成する。
1984年、ロクサーヌ・シャンテのロクサーヌ・リベンジという曲をプロデュースしてヒットさせたことで初めて世間的な認知を得た。シャンテが2008年にインタビューで語ったところによると、レコーディング機器が非常に乏しい中で制作されたらしく、マールの住んでいた家の居間にオープンリールと4トラックのマルチトラックレコーダーを置いた環境だったという。シャンテは1テイク録音したら休憩がてらショッピングモールにでも行きたいと思っていたがマールは妥協を許さず同じテイクを何度も録音し直していたという。
1985年、MCシャンと共にシングル「Marley Marl Scratch 」をリリース。その後、ビッグ・ダディ・ケイン、ビズ・マーキー、クールGラップ&DJポロ、マスタ・エース、ロクサーヌ・シャンテ、MCシャンらを率いてジュース・クルーを結成し、多くの楽曲をプロデュースした。代表的なプロデュース作品に、MCシャン「The Bridge」、ビズ・マーキー「Nobody Beats The Biz」、LL・クール・J「Mama Said Knock You Out」、エリックB.&ラキム「Eric B. Is President」がある。ピート・ロックと共に、ラジオHOT97の番組"Future Flavas"でDJを務めた。

## ディスコグラフィ
- In Control Volume 1（1988年）
- In Control Volume II - for your steering pleasure（1991年）
- Hip Hop Dictionary（2000年）
- Re-entry（2001年）
- Hip-Hop Lives（2007年） KRS-ワンとの共同名義